# منتخب الجبل الأسود لكرة الماء
منتخب الجبل الأسود الوطني لكرة الماء هو المنتخب الذي يمثل الجبل الأسود في منافسات كرة الماء للرجال، ويقوم إتحاد الجبل الأسود لكرة الماء والسباحة بإدارة شؤونه، يعتبر حالياً من أفضل منتخبات كرة الماء حيث تمكن من الفوز بالدوري العالمي لكرة الماء في سنة 2009 كما فاز ببطولة أوروبا في سنة 2010.

## وصلات خارجية
- موقع اتحاد الجبل الأسود لكرة الماء